# Lautaro Murúa

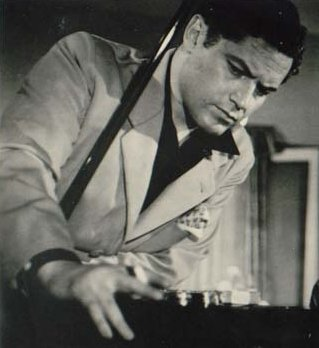
Lautaro Murúa im Jahr 1958

Lautaro Murúa (* 29. Dezember 1925 in Tacna, Chile; † 3. Dezember 1995 in Madrid, Spanien) war ein argentinischer Schauspieler, Filmregisseur und Drehbuchautor.

## Leben

### Anfänge als Schauspieler
Obwohl in Chile geboren wurde Lautaro Murúa vor allem mit Filmen des argentinischen Kinos bekannt und berühmt. Sein Filmdebüt gab der damals 32-jährige in Das Haus des Engels an der Seite von Elsa Daniel. Der Film von Leopoldo Torre Nilsson wurde 1957 bei den Internationalen Filmfestspielen in Cannes gezeigt und machte seine Darsteller über Nacht berühmt. Murúa avancierte bald zu einem der gefragtesten Darsteller der 1950er Jahre.
Mit Leopold Torre Nilsson arbeitete der Schauspieler in den folgenden Jahren noch mehrere Male zusammen. So stand er zum Beispiel 1958 in El secuestrador für ihn vor der Kamera und 1967 in Traitors of San Angel.

### Regiearbeit
1960 gab Lautrao Murúa sein Regiedebüt mit dem Film Shunko. Es handelt sich um eine Verfilmung des gleichnamigen Romans von Jorge W. Ábalos, der von Augusto Roa Bastos zu einem Drehbuch verarbeitet wurde. Der Film über einen Lehrer, der versucht in den ärmeren Vierteln von Santiago del Estero eine Schule aufzubauen wurde von den Kritikern sehr gelobt. Die UNESCO zählt das Werk zu den „wichtigsten argentinischen Filmen der letzten 100 Jahre“.
Auch für seinen zweiten Film Alias Gardelito arbeitete Murúa wieder mit dem Autor Augusto Roa Bastos zusammen. Dieser verfasste gemeinsam mit Bernardo Kordon das Drehbuch, das auf den Erinnerungen von Kordon basiert. Der Film, der die weniger schöne Seite der sogenannten „Stadt der Träume“ Buenos Aires zeigt, wurde 1968 mit dem wichtigsten argentinischen Filmpreis, dem Premios Cóndor de Plata ausgezeichnet.
Lautaro Murúa gehört zu den Vertretern des „neuen argentinischen Kinos“, eine Stilrichtung ähnlich dem Film noir und der Nouvelle Vague, die sich in den 1950er und 1960er Jahren entwickelte. Seine Filme handeln meist von der argentinischen Mittel- bzw. Unterschicht und vom Kampf um das Überleben während des Bürgerkriegs.

### Letzte Jahre und Tod
Lautaro Murúas letzte Regiearbeit war eine Verfilmung von Osvaldo Sorianos gleichnamigen Roman Cuarteles de invierno. Er inszenierte die Geschichte eines alternden Boxers und eines Tangosängers während der Militärdiktatur in Argentinien mit Enrique Almada, Gogó Andreu und Patricio Contreras in den Hauptrollen.
Anschließend trat Lataro Murúa nur noch als Schauspieler in Erscheinung. In seiner knapp 40 Jahre andauernden Karriere hatte der Schauspieler in mehr als 60 Filmen mitgewirkt.
Er starb 1995 im Alter von 69 Jahren in einem Krankenhaus in Madrid an Lungenkrebs.

## Filmografie

### Als Regisseur
- 1960: Zur Ewigkeit verdammt (Shunko)
- 1961: Alias Gardelito
- 1975: La Raulito Biopic über das Leben von María Esther Duffau
- 1984: Cuarteles de invierno nach einem Roman von Osvaldo Soriano

### Als Schauspieler
- 1957: Das Haus des Engels (La casa del ángel)
- 1958: Demasiado Jovenes
- 1958: Fecha
- 1958: El secuestrador
- 1962: The Odd Figure La cifra impar
- 1963: La Terraza
- 1965: Pajarito Gómez, una vida feliz
- 1967: Traitors of San Angel (Los traidores de San Ángel)
- 1968: Martín Fierro Verfilmung des gleichnamigen Gedichts
- 1971: Crónica de una señora
- 1973: Blue Eyes of the Broken Doll (Los Ojos azules de la muñeca rota)
- 1974: Der Waffenstillstand (La tregua)
- 1976: No toquen a la nena
- 1980: La Muchacha de las Bragas de Oro
- 1980: Human Beasts El carnaval de las bestias
- 1983: Triumph des Mannes, den sie Pferd nannten (Triumphs of a Man Called Horse)
- 1983: Schmutziger Kleinkrieg (No habrá más penas ni olvido)
- 1984: Nächte ohne Mond und Sonne (Noches sin lunas ni soles)
- 1985: Pobre Mariposa
- 1985: Tangos (Tangos, el exilio de Gardel)
- 1993: Un muro de silencio
- 1990: Ich, die Unwürdigste von allen  (Yo, la peor de todas)
- 1991: Schrei aus Stein (Cerro Torre)
- 1992: The Plague (La Peste)
- 1993: A Wall of Silence (Un Muro de Silencio)
- 1995: Belmonte

### Drehbücher
- 1982: Liebe Valentina (Valentina) – Regie: Antonio José Betancor